# 한낮의 피크닉
"한낮의 피크닉"은 2019년에 개봉한 대한민국의 영화이다.

## 캐스팅
돌아오는 길엔
- 권해효 : 아버지 이창수 역
- 김금순 : 어머니 강미경 역
- 곽민규 : 아들 이동원 역
- 윤혜리 : 딸 이향미 역
- 김보라 : 펑크맘 김지연 역
- 연준 : 펑크파파 박병진 역
- 박니노 : 천사같은아기 역

대풍감
- 류경수 : 구재민 역
- 김욱 : 이찬희 역
- 서벽준 : 오연우 역
- 장준휘 : 게하사장 역 (특별출연)
- 이규현 : 택배팀장 역 (특별출연)
- 박지원 : 게하손님 역 (특별출연)

내가 필요하면 전화해
- 이우정 : 박우희 역
- 공민정 : 최영신 역
- 김계선 : 심리상담사 역
- 김선경 : 부동산중개인 역
- 김형대 : 아파트 부부 역
- 이은정 : 아파트 부부 역
- 김민규 : 운동장 사람들 역
- 문규민 : 운동장 사람들 역
- 서민주 : 운동장 사람들 역
- 윤주혜 : 운동장 사람들 역
- 노다비 : 이웃집 개 역

## 같이 보기
- 2019년 대한민국의 영화 목록

## 영화제 상영 및 수상 내역
- 2018년 제44회 서울독립영화제 개막작